# Centro Universitário Braz Cubas
O Centro Universitário Braz Cubas é uma instituição de educação superior privada localizada no município de Mogi das Cruzes, no estado de São Paulo.

## Aquisição pela Cruzeiro do Sul Educacional
Em 4 de setembro de 2019, a Braz Cubas foi adquirida pelo grupo educacional Cruzeiro do Sul, por aproximadamente 150 milhões de reais. O foco da compra é o fortalecimento e expansão do ensino à distância. A aquisição foi formalmente confirmada em novembro de 2019, após a aprovação da operação pela Superintendência do CADE. A partir de 6 de Fevereiro de 2020, a Braz Cubas é integrada oficialmente ao sistema da Cruzeiro do Sul. 